# Ólavsøka

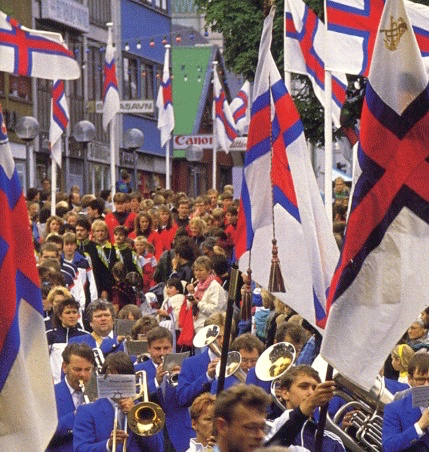
Les festivités qui inondent les rues des îles Féroé a l'occasion de l'ouverture de la session du parlement

Ólavsøka est la fête nationale des îles Féroé, célébrée le 29 juillet.
C'est le jour où le Løgting, le parlement du pays, ouvre sa session. Ólavsøka est aussi un festival culturel et sportif avec des courses de bateaux, des matchs de football et d'autres événements.